# Länsväg 260
Länsväg 260 (Ältavägen, Gudöbroleden m.fl.) Är en nord-sydlig tvärlänk som går mellan Lugnets trafikplats på gränsen mellan Stockholm och Nacka till Handens trafikplats under riksväg 73, via Sickla, Saltsjö-Järla, Hästhagen, Älta, Trollbäcken (Tyresö kommun) och Vendelsö (Haninge kommun).

## Motorväg
Vägen är motorväg en kort sträcka söder om Älta mellan trafikplats Älta och trafikplats Skrubba på länsväg 229 samt cirka 500 meter söderöver. 
| Trafikplatser |    |                     |                       |
|               | Nr | Namn                | Skyltning             |
|               |    | Trafikplats Lugnet  | 222 Gustavsberg       |
|               |    | Trafikplats Sickla  | E4 E20 Södra Länken   |
|               |    | Trafikplats Älta    | Älta, Flaten          |
|               |    | Trafikplats Skrubba | 229, Tyresö, Bollmora |

## Bilder

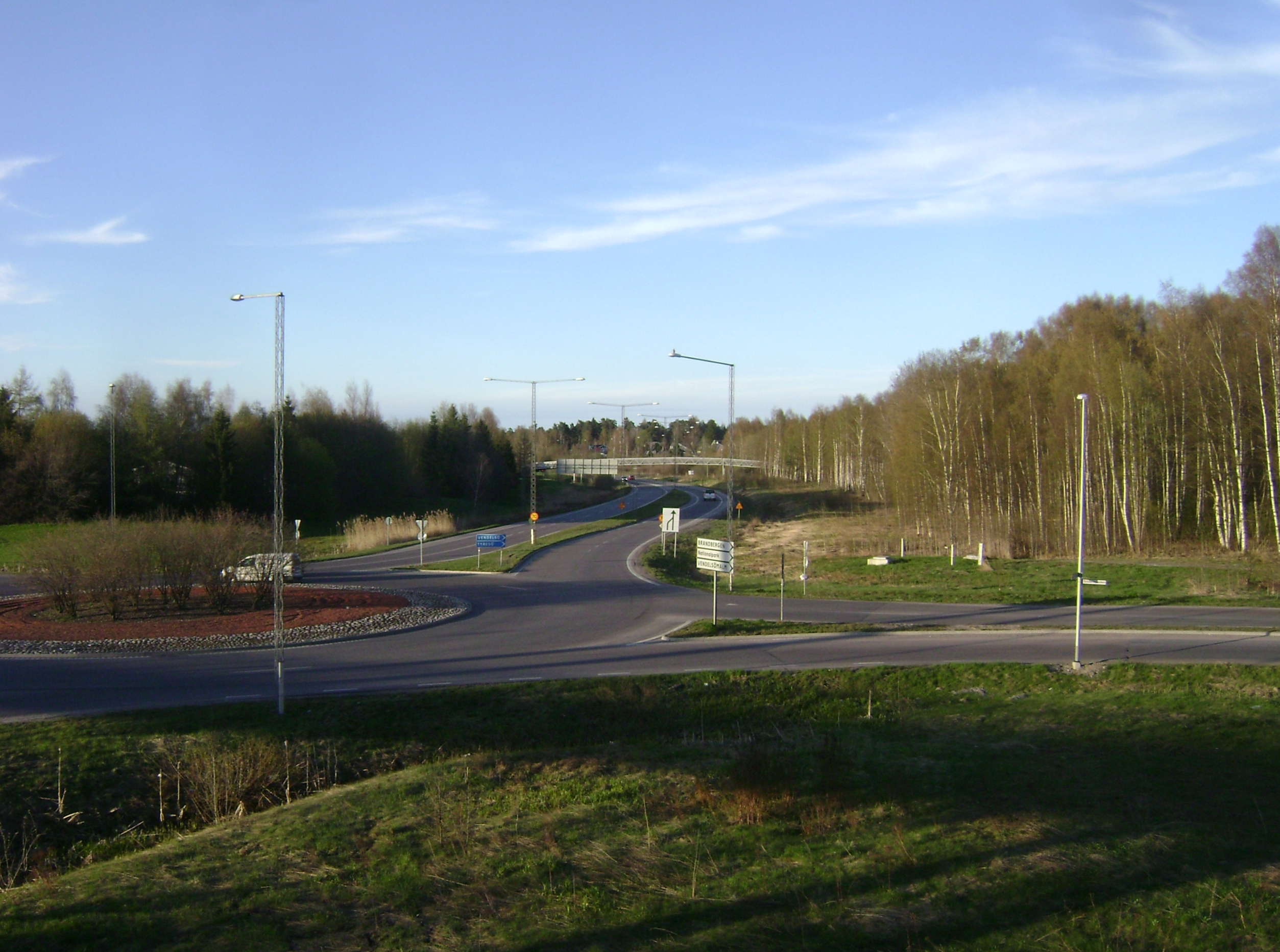
Länsväg 260 i Haninge kommun
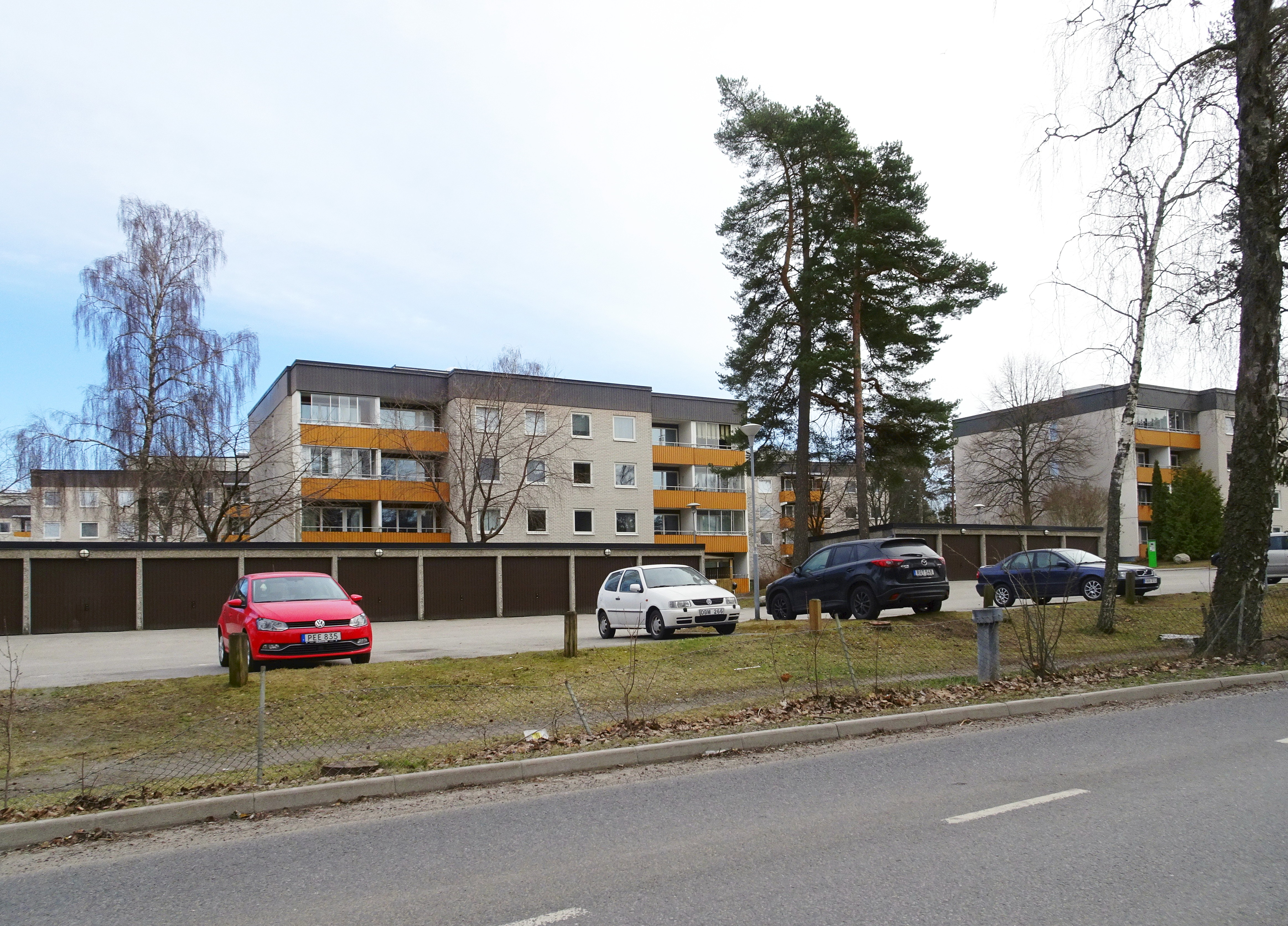
Flerbostadshus vid Gudöbroleden i Vendelsö